# Kirsanow
Kirsanow – miasto w Rosji, w obwodzie tambowskim, 95 km na zachód od  Miasta Tambow. W 2009 liczyło 17 948 mieszkańców. Przez miasto przepływa rzeka Worona, dopływ Chopioru.

## Nauka i oświata
W mieście znajduje się Kirsanowski Techniczny Kolledż Lotniczy - fila Moskiewskiego Państwowego Uniwersytetu Technicznego Lotnictwa Cywilnego.